# Sân bay quốc tế Al Najaf
Sân bay quốc tế Al Najaf là một sân bay hiện đang được xây ở phía Đông của thành phố Najaf của Iraq. Sân bay này được đặt tên theo Ali bin Abu Talib, Shia Imam đầu tiên và Caliph thứ tư kế tục tiên tri, người được được chôn cát ở thành phố này. Đây là một cơ sở tư nhân nằm trên một căn cứ quân sự. Dự toán chi phí xây dựng ước tính khoảng 73,8 triệu dollar Mỹ  và dự kiến hoàn thành cuối 2006 đấu 2007 dù các chuyến bay thử được dự tính từ tháng 2 năm 2006. Sân bay này là một nỗ lực "củng cố vị trí của Najaf như là thủ đô thứ hai của Iraq và trung tâm của một siêu vùng Shiite đang nổi có thể thay thế tính năng động của vùng Trung Đông." 